# Jodłownik (województwo dolnośląskie)

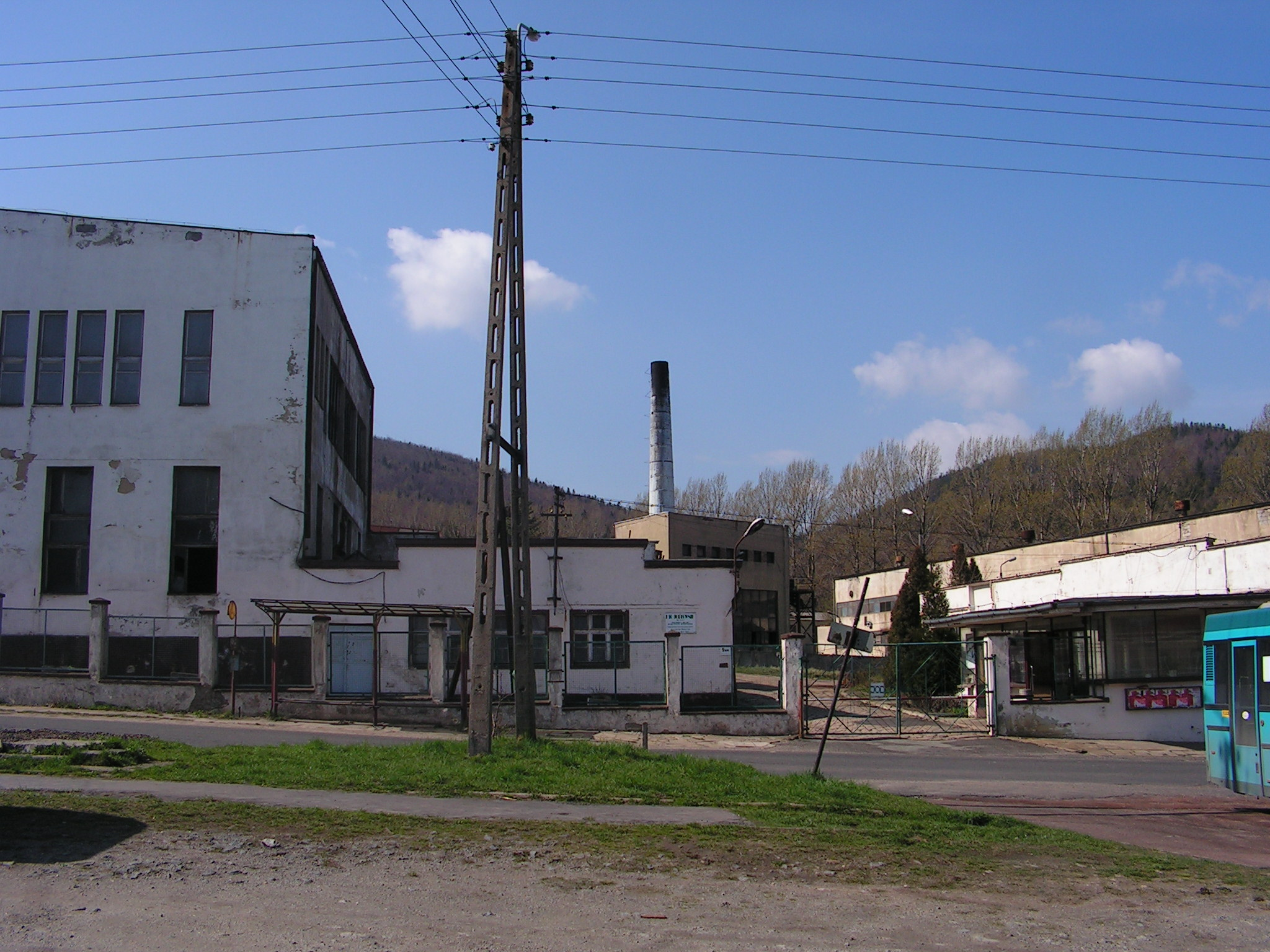
Zakłady FTC Jodłownik

Jodłownik (niem. Tannenberg) – kolonia w Polsce, położona w województwie dolnośląskim, w powiecie dzierżoniowskim, w gminie Dzierżoniów.
Do 2023 r. miejscowość była przysiółkiem wsi Ostroszowice.

## Geografia
Jodłownik położony jest na obrzeżu Gór Sowich przy lokalnej drodze prowadzącej z Piławy Górnej przez Ostroszowice do Bielawy. Miejscowość ciągnie się wzdłuż drogi na długości jednego kilometra. Niedaleko Jodłownika znajdują się lasy, przez miejscowość i lasy przepływa wiele strumieni. W Jodłowniku znajdują się przede wszystkim budynki mieszkalno-gospodarcze.

## Historia
Pierwsza wzmianka o tej miejscowości datowana jest na 1500 r. W 1845 r. Jodłownik (wtedy Tannenberg) zamieszkiwało około 320 mieszkańców, dla których podstawowym zajęciem była gospodarka leśna, handel i tkactwo. U schyłku XIX w. Jodłownik odegrał pewne znaczenie turystyczne, ponieważ prowadziły tędy trasy do Srebrnej Góry (Silberberg) z Bielawy (Langenbielau) na Przełęcz Woliborską (Volpersdorfer Plänel).
W latach 1975–1998 miejscowość należała administracyjnie do województwa wałbrzyskiego.

## Zabytki
Do wojewódzkiego rejestru zabytków wpisany jest:
- pałac, obecnie dom nr 12, z 3 ćw. XIX w.[6]

## Sklepy
Na głównym placu Jodłownika był sklep, został zamknięty.

## Komunikacja
Przez Jodłownik przebiega droga wojewódzka nr 384 z Bielawy do Nowej Rudy. Do Jodłownika dojechać można z Bielawy i Dzierżoniowa autobusami ZKM Bielawa nr 5 oraz nr 1.